# Ethel Browning
Ethel Browning (Indianapolis, 17 aprile 1877 – Paramus, 22 settembre 1965) è stata un'attrice e sceneggiatrice statunitense, conosciuta anche con il nome di Ethel Browning Miller o Ethel Miller.

## Biografia
Ethel Browning esordì sugli schermi nel 1909. I suoi primi film li gira tutti per la Edison Company: in Hansel and Gretel, il suo ruolo è quello della strega. Nel 1912, prende parte a What Happened to Mary? che ha come protagonista Mary Fuller e che viene ricordato nella storia del cinema per esser stato il primo serial girato negli Stati Uniti.
Lascia il cinema come attrice nel 1912, passando alla sceneggiatura. Dopo una lunga pausa, torna sullo schermo negli anni venti con un piccolo ruolo in An Eastern Westerner di Hal Roach. L'ultimo film risale al 1924, dove è una ballerina di fila in Broadway After Dark, prodotto dalla Warner Bros. Pictures e interpretato da Norma Shearer.
Nella sua carriera, gira come attrice tredici film e ne scrive cinque, come soggettista o sceneggiatrice.
Muore il 22 settembre 1965 nel New Jersey.

## Filmografia

### Attrice
- The Little Sister (1909)
- Hansel and Gretel di J. Searle Dawley  (1909)
- Heroes Three   (1909)
- The Fairies' Banquet   (1911)
- Willie Wise and His Motor Boat di Ashley Miller    (1911)
- The Ghost's Warning di Ashley Miller   (1911)
- The Story of the Indian Ledge di Ashley Miller   (1911)
- What Happened to Mary? serial di Charles Brabin   (1912)
- A Suffragette in Spite of Himself di Bannister Merwin   (1912)
- A Clue to Her Parentage di J. Searle Dawley, Walter Edwin  (1912)
- By Fire and Water di Ashley Miller  (1913)
- An Eastern Westerner di Hal Roach  (1920)
- Broadway After Dark di Monta Bell  (1924)

### Sceneggiatrice
- Children Who Labor, regia di Ashley Miller (non accreditato)  (1912)
- Every Rose Has Its Stem   (1912)
- How the Earth Was Carpeted, regia di Ashley Miller - cortometraggio (1914)
- The Mysterious Package, regia di Charles M. Seay - cortometraggio (1914)
- Revelation, regia di George D. Baker   (1918)